# Arminidae
Arminidae zijn een familie van weekdieren uit de klasse van de Gastropoda (slakken).

## Taxonomie
De volgende geslachten zijn bij de familie ingedeeld:
- Armina Rafinesque, 1814
  - = Diphyllidia Blainville, 1819
  - = Linguella Férussac, 1822
  - = Pleurophyllidia Meckel, 1816
  - = Sancara Bergh, 1861
- Atthila Bergh, 1899
- Dermatobranchus van Hasselt, 1824
  - = Dermatobranchopsis Baba, 1949
  - = Pleuroleura Bergh, 1874
- Heterodoris Verrill & Emerton, 1882
- Histiomena Mörch, 1860
  - = Camarga Bergh, 1863
- Pleurophyllidiella Eliot, 1903
- Pleurophyllidiopsis Tchang, 1934